# Zgórze (województwo mazowieckie)
Zgórze – wieś sołecka  w Polsce położona w województwie mazowieckim, w powiecie garwolińskim, w gminie Miastków Kościelny.
| SIMC    | Nazwa            | Rodzaj    |
| ------- | ---------------- | --------- |
| 0681106 | Huta Miastkowska | część wsi |
| 0681112 | Józefów          | część wsi |
| 0681129 | Rudnik           | część wsi |
| 0681135 | Stasin           | część wsi |

W latach 1975–1998 miejscowość należała administracyjnie do województwa siedleckiego.
Miejsce urodzenia Leona Wyczółkowskiego (artysta urodził się w Hucie Miastkowskiej lecz to miejsce zawiera się obecnie we wsi Zgórze).
Wierni Kościoła rzymskokatolickiego należą do parafii Nawiedzenia Najświętszej Maryi Panny w Miastkowie Kościelnym.